# Presságio

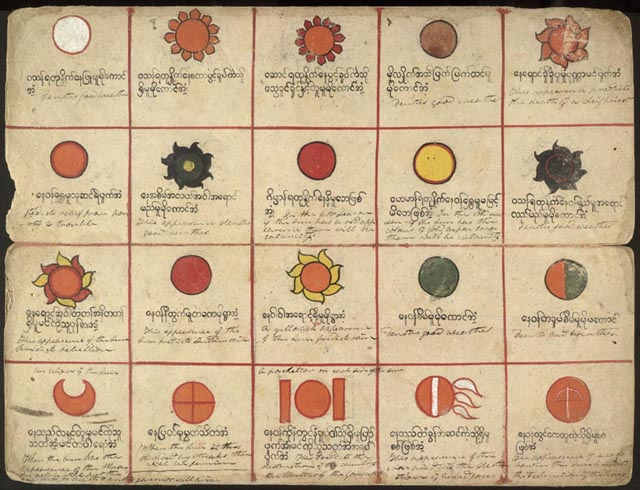
Manuscrito de meados do século XIX, possivelmente de origem Sgaw Karen, mostra várias aparições no sol, na lua, nas nuvens, etc., e indica os maus presságios que essas aparições prenunciam. Explicações em inglês foram adicionadas a este manuscrito por um missionário americano do século XIX.

Presságio é um fenômeno que se acredita prever o futuro, muitas vezes significando o advento da mudança. Acreditava-se comumente nos tempos antigos, e alguns ainda acreditam hoje, que os presságios trazem mensagens divinas dos deuses.
Esses presságios incluem fenômenos naturais, por exemplo, um eclipse, nascimentos anormais de animais ou humanos e comportamento do cordeiro sacrificial a caminho do abate. Especialistas, conhecidos como adivinhos, existiam para interpretar esses presságios. Eles também usavam um método artificial, por exemplo, um modelo de argila de um fígado de ovelha, para se comunicar com seus deuses em tempos de crise; então esperavam uma resposta binária, sim ou não, favorável ou desfavorável. Faziam isso para prever o que aconteceria no futuro e tomar medidas para evitar desastres.
Embora a palavra presságio seja geralmente desprovida de referência à natureza da mudança, portanto, sendo possivelmente "boa" ou "ruim", o termo é mais frequentemente usado em um sentido de mau presságio, como acontece com a palavra sinistro (mesmo radical latino). A palavra vem de seu equivalente em latim omen, de origem incerta.